# Joko Widodo

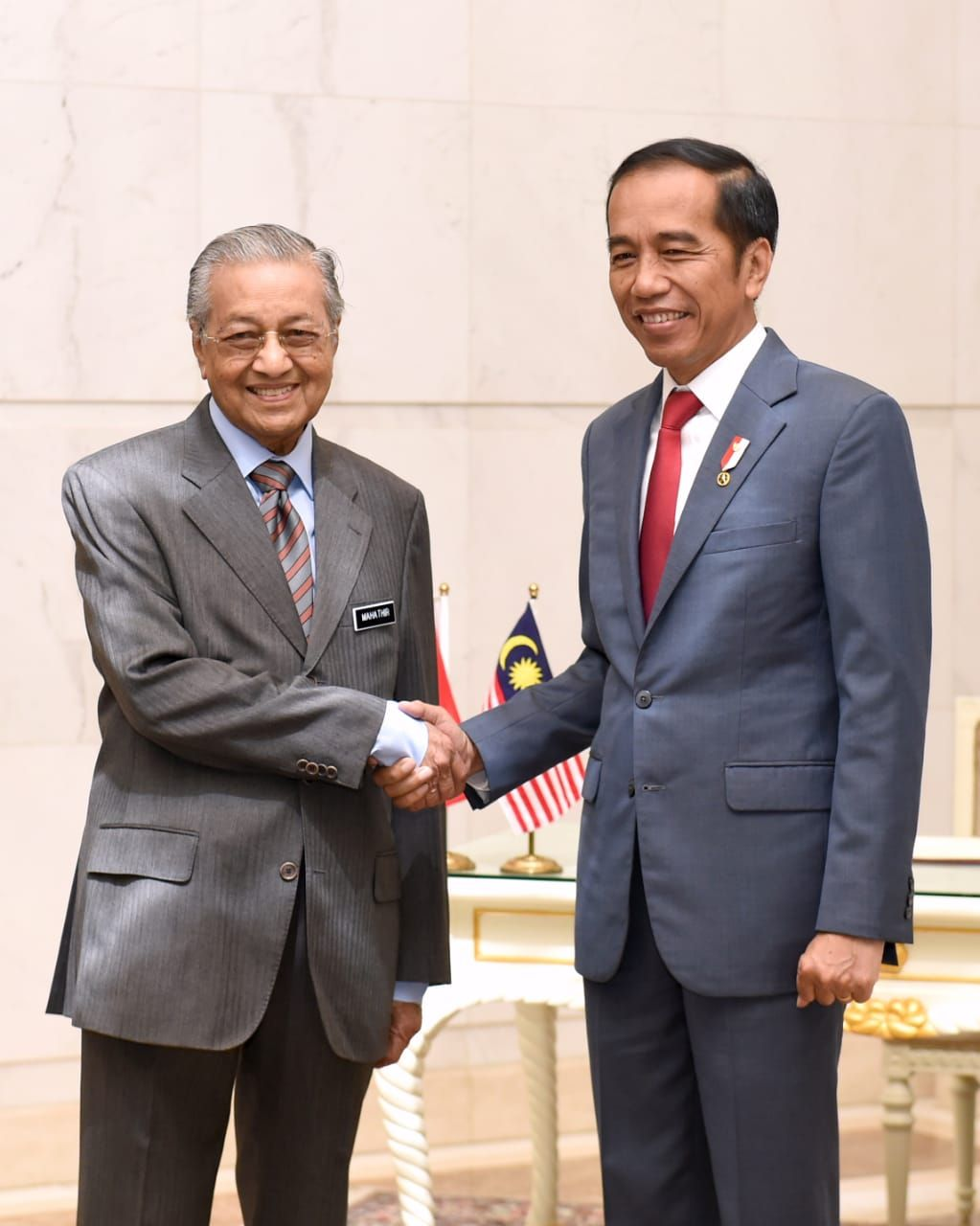
Jokowi i premier Malezji Mahathir bin Mohamad (9 sierpnia 2019)

Joko Widodo, znany jako Jokowi (ur. 21 czerwca 1961 w Surakarcie) – indonezyjski polityk. prezydent Indonezji od 20 października 2014 do 20 października 2024.
W latach 2005–2012 był burmistrzem Surakarty. W latach 2012–2014 sprawował gubernatora Dżakarty.
9 czerwca 2014 zwyciężył w wyborach prezydenckich. W swojej pierwszej kadencji główny nacisk położył na rozwój infrastruktury. Powstały nowe drogi, porty, lotniska, linie kolejowe oraz elektrownie. Dodatkowo ograniczono subsydia na paliwo, co przyczyniło się do poprawy sytuacji finansowej państwa oraz ułatwiło prowadzenie działalności biznesowej. 17 kwietnia 2019 został wybrany na drugą kadencję. 20 października 2024 zakończył urzędownie.
Krótkofalowiec, posiada znak YD2JKW